# Durrenentzen
 Durrenentzen  là một xã thuộc tỉnh Haut-Rhin trong vùng Grand Est, đồng bắc Pháp. Xã này có diện tích 6,22 km², dân số năm 1999 là 885 người. Khu vực này có độ cao trung bình 186 mét trên mực nước biển.